# 구마모토성

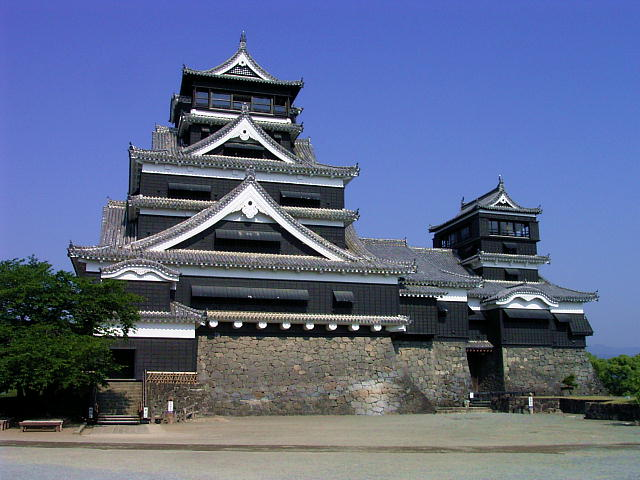
구마모토 성 대천수각과 소천수각

구마모토성(일본어: 熊本城)은 일본 구마모토현 구마모토시 주오구에 있는 제곽식 평산성이다. 나고야 성, 오사카성과 함께 일본 3대 명성 중 하나이다. 성 주변에 은행나무가 있어 긴난성 (銀杏城: 은행성)이라는 별명도 있다.

## 개요

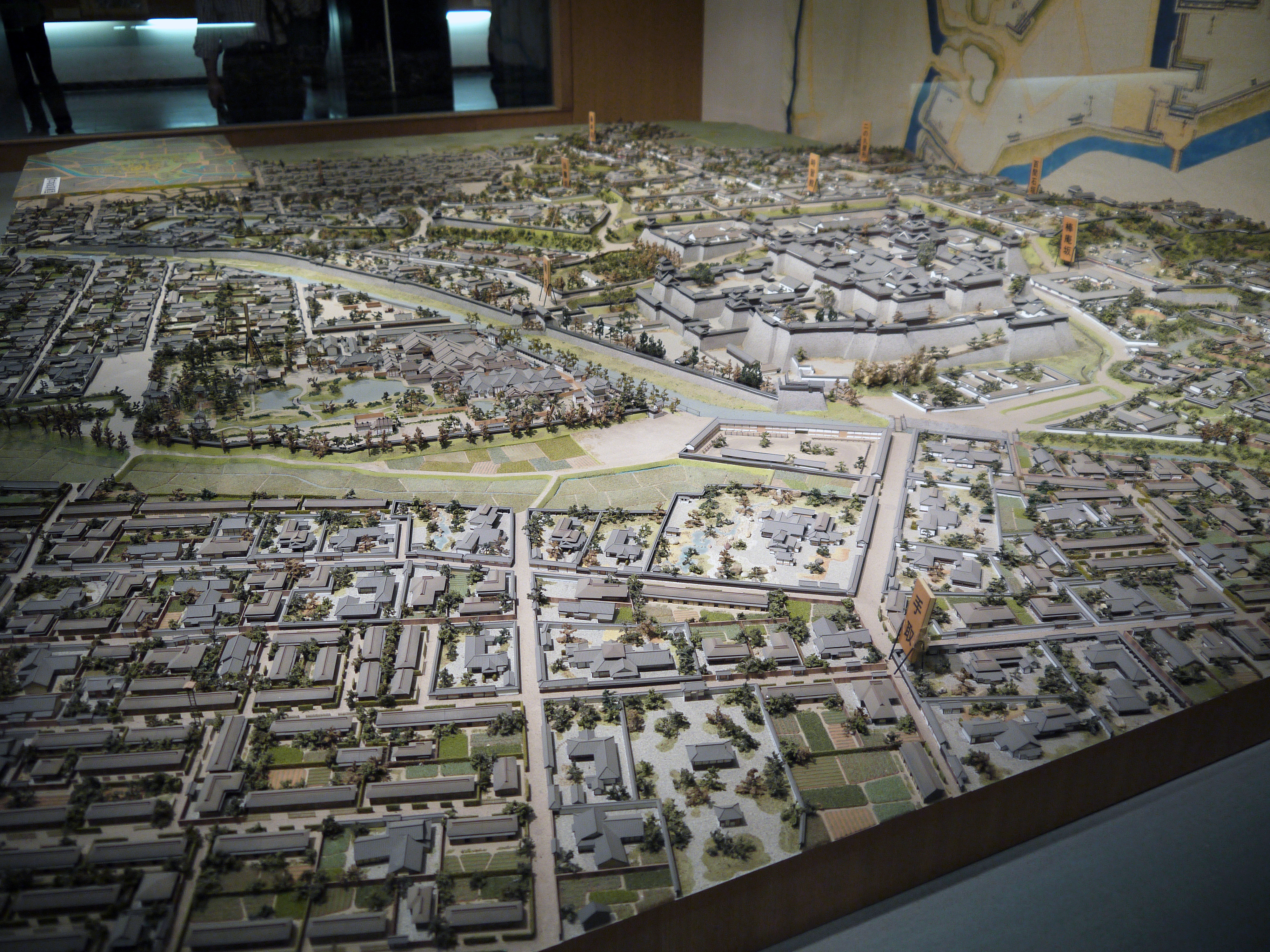
에도 시대의 구마모토 성 부근 모형도

구마모토 성은 구마모토 시의 북쪽에 있는 우에키정에서 남쪽으로 뻗은 설상대지(舌狀臺地)의 선단인 자스 산 구릉지 일대에 축조된 평산성이다. 현재 구마모토 시 혼마루, 니노마루, 미야우치, 후루시로 정, 후루쿄 정, 지바조 정에 해당한다.
일본 3대 명성의 하나로 꼽히는 구마모토 성은 가토 기요마사에 의해 1607년에 완성되었다. 주위 5.3 킬로미터의 성내에 120여개의 우물을 팠고, 성루 49 개소, 성루문 18개소, 성문 29개소의 건조물이 존재하였으나, 1877년 세이난 전쟁으로 많은 건물이 소실되었다. 현재의 천수각은 1960년에 재건된 것이다. 특이한 경사와 견고함으로 알려져 있는 구마모토성의 성벽은 무샤가에시(武者返し, 난공불락의 성벽이라는 의미)로 불리고 있다.
벚꽃의 명소로서도 알려져 있어 일본 벚꽃 명소100선에 선정되고 있다. 덧붙여 구마모토 성은 일본의 특별사적이며 구마모토시에서 관리하고 있다.

### 에피소드
- 은행 성이라는 이름의 유래는 성내에 심어진 은행나무에서 비롯되었다. 농성전을 대비해 식량확보를 위해 가토 기요마사가 은행을 심었다고 한다. 또, 기요마사는 성 안의 다다미를 식용으로 먹을 수 있는 토란줄기로 만들어 농성전을 대비했다고 한다. 이것은 임진왜란때 울산성 전투의 교훈이었다. 그리고 가토 기요마사는 "이 은행이 천수각만큼 자랐을 때 이 성에서 병란이 일어나겠지."라고 중얼거렸다고 한다. 이것이 《세이난 전쟁》이다. 덧붙여 전쟁이 일어났을 때 은행나무의 키는 대체로 천수각과 비슷했다고 한다.
- 혼마루 어전 최심부는 중국 고사에 나오는 왕소군의 그림이 있는〈쇼쿤노마(昭君之間)〉라고 불리는 방이 있다. 이 방에는 우구이스바리[1]와 밖으로 통하는 숨겨진 통로가 있다고 한다. 그리고 번주의 거실로 사용된 것 같지만, 이설에 따르면, 유사시 도요토미 히데요시의 아들 히데요리를 숨기기 위해 만들어진 방이라고 한다. 〈쇼쿤(昭君)〉 = 〈쇼군(将軍)〉이라는 의미로 볼 수 있고 당시에는 탁점을 찍지 않았기 때문에, 가나로 쓴다면 같은 자가 된다. 표면상 패자(覇者)인 도쿠가와 이에야스에게 공순의 예를 나타냈지만, 히데요시의 은덕을 잊지 못하는 기요마사의 충의를 엿볼 수 있다.
- 에도 시대, 오랫동안 구마모토번을 다스린 것은 호소가와씨였다. 하지만, 세이난 전쟁에서 천수가 소실되자, 마을 주민들은 "세이쇼 공(清正公)의 성이 불타고 있다."라고 탄식했다고 한다.
- 세이난 전쟁 시, 관군이 지키는 구마모토 성을 공략하지 못한 사이고 다카모리는 "우리는 관군에게 진 게 아니야, 세이쇼 공에게 진 것이야."라고 공언했다고 한다.
- 가미마시키군 야마토정에 있는 쓰주 다리는 에도 시대 말기에 구마모토 성의 석축을 모델로 만들었다고 한다.
- 성의 북동, 다쓰다 산의 산허리에는 기요마사가 히데요시의 제를 지냈던 호코쿠묘 터가 있다. 또, 성의 남서쪽의 하나오카 산기슭에는 호소가와씨의 영묘가 있는 묘게지 터가 있다. 이 둘을 연결하는 직선위에 천수각이 자리잡고 있다.

## 연혁
- 무로마치 시대 (1469년 ~ 1487년)에 기쿠치씨 일족인 이데타씨가 자스 산에 성을 쌓는다.
- 1587년 도요토미 히데요시의 규슈 정벌이 일단락되자, 삿사 나리마사가 성주로 되었다.
- 1601년 가토 기요마사가 대규모로 성을 쌓는다.
- 1607년 완성하고, 구마모토(隈本)를 구마모토(熊本)로 개명한다.
- 1632년 가토 다다히로가 면봉된 후, 호소가와 다다토시가 입봉되어 입성한다. 이후, 호소가와씨의 거성으로 되어 메이지 유신까지 이어진다.
- 1871년 성내에 진다이가 설치되었다.
- 1877년 세이난 전쟁 때, 사이고군 총공격 직전 원인불명의 화재로 천수등 건물 다수가 소실된다.
- 1884년 장내에 고호다이[2]가 설치되어 보시업무를 시작한다. (1941년에 폐지)
- 1933년 구마모토 성의 우토 망루를 비롯 13개동 건물을 국보(舊국보: 중요문화재)로 지정되었다.
- 1955년 구마모토 성터가 국가 사적으로 지정되었다.
- 1960년 축성 350년을 맞이하여 천수가 재건되었다.
- 2007년 축성 400년을 즈음하여 혼마루 어전을 비롯, 니시데노마루 담, 다이코 망루등의 건축물을 수년에 걸려 복원했다. 하지만, 아직 복원공사중이고, 공사를 착수하지 못한 건물도 몇채 있다.

## 지진피해

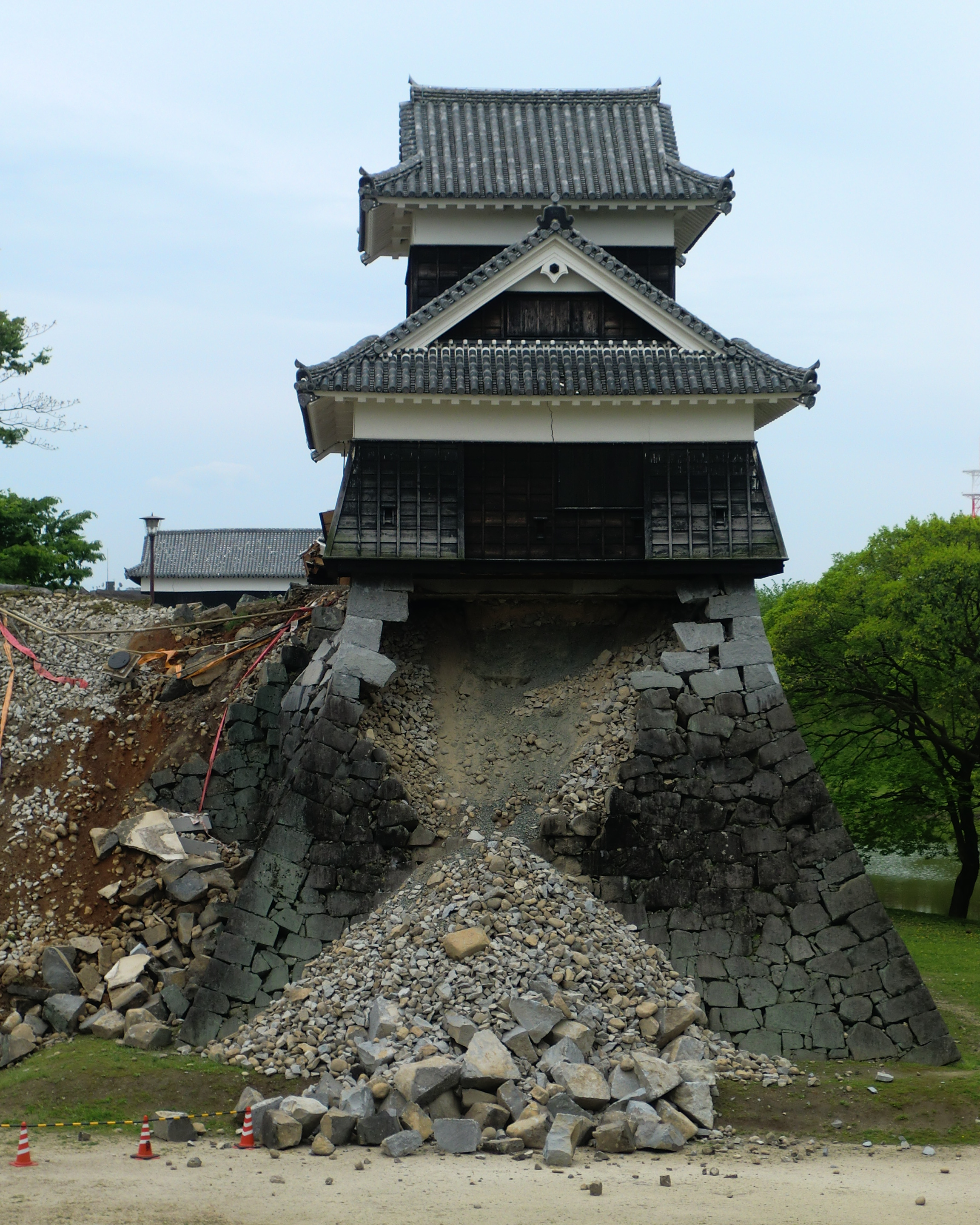
2016년 구마모토 지진으로 구마모토 성의 일부가 붕괴되었다.

2016년 구마모토 지진으로 돌담이 최소 6곳이 무너졌고, 100m에 걸쳐 담장이 붕괴되었다. 무너진 석재들의 본래 위치를 알 수 있도록 번호를 붙여가며 복원하고 있다.
지진으로부터 5년 뒤인 2021년 4월, 천수각이 복원되어 4월 26일부터 일반인에게 공개되었다. 2038년까지 완전한 복원 계획중이다.

## 성하 마을
성하 마을은 세이난 전쟁으로 소실되고, 그 터에는 다시 시가지가 들어섰기 때문에, 현재는 과거의 모습을 볼 수가 없다. 그러나, 가라시마 정에서 구마모토 역까지 이 일대에 성하 마을의 마을 구획 그대로 도로가 나있고, 그 밖에도 고후쿠 정, 우오야 정, 후루다이쿠 정, 곤야 정에서 장인 마을의 지명이 다수 남아있음을 알 수 있다.

## 교통
- 구마모토 시영전차 구마모토 성·시청 앞 역에서 하차, 도보로 3분
- 구마모토 교통센터에서 도보로 5분
- JR 규슈 구마모토역에서 하차, 규슈산코 버스로 환승 18분 소요

## 같이 보기
- 일본 3대 명성
  - 구마모토 성
  - 나고야 성
  - 오사카성